# Arhynchobatis asperrimus
Genre
Espèce
Statut de conservation UICN

 DD  : Données insuffisantes
Arhynchobatis asperrimus est une espèce de raies du genre monotypique Arhynchobatis selon FishBase.